# República de Montenegro (1992-2006)
La República de Montenegro (en serbio: Crna Gora/Црна Гора, cuyo significado es Montaña Negra) fue una pequeña república autónoma montañosa situada en los Balcanes. Perteneció a la confederación de Serbia y Montenegro ubicada a orillas del mar Adriático. Según su Carta Magna, la república estaba fundada bajo los principios de la democracia, el Estado Social y la ecología. Fue una unidad federal de la República Federal de Yugoslavia y de la unión estatal de Serbia y Montenegro entre 1992 y 2006. La declaración de independencia de Montenegro en 2006 llevó al colapso de la unión estatal con Serbia.
Durante muchos siglos, Montenegro fue un principado gobernado por una sucesión de dinastías, obteniendo su estatuto internacional como nación independiente en el Congreso de Berlín tras la crisis oriental acontecida entre 1875 y 1878. Poco más tarde, el príncipe Nikola Petrović Njegoš pasaría a proclamarse rey de la nación.
Más tarde, firmaría con Serbia un acuerdo de federación para, posteriormente, entrar a formar parte del que se conoció como el Reino de Serbios, Croatas y Eslovenos. Con el fin de la Segunda Guerra Mundial dicho reino pasó a convertirse en la República Socialista Federal de Yugoslavia en la que permanecería hasta su disgregación en 1992.
Tras ser parte de la República Federal de Yugoslavia, constituyó la federación de Serbia y Montenegro. 
Internacionalmente, delimitaba con Croacia, Bosnia-Herzegovina y Albania. 
Sus principales ciudades eran: Podgorica (139.100 habitantes), Nikšić (61.700), Pljevlja (18.800) y Bijelo Polje (17.100). La antigua capital del reino de Montenegro estaba situada en la localidad de Cetiña.

## Geografía
La superficie de la república varía desde las elevadas montañas de las zonas fronterizas con Kosovo y Albania hasta una diminuta llanura costera de apenas 6 kilómetros de anchura. Dicha llanura termina de modo abrupto en el norte, al encontrarse con los montes Lovcen y Orjen, formando la bahía de Kotor.
La región kárstica del país se encuentra situada generalmente a altitudes de 1000 metro sobre el nivel del mar, alcanzando en algunos puntos casi los 2.000 metros como es el caso del monte Orjen.
Las montañas de Montenegro forman parte de los territorios más abruptos del continente europeo. Son también características por ser una de las zonas donde la erosión del último periodo glacial actuó con mayor fuerza.
- Playa más larga: Velika Plaza, Ulcinj - 13.000 metros
- Pico más alto: Bobotov Kuk, en el monte Durmitor - 2.522 metros
- Lago más extenso: Lago Skadar - 391 km² de superficie
- Fiordo más grande: Boka Kotorksa (Bahía de Kotor)
- Parques nacionales: Durmitor (390 km²), Lovcen (64 km²), Biogradska Gora - 54 km² y el Lago Skadar (400 m²)
- Lugares protegidos por la Unesco: Durmitor, el centro histório de Kotor y la Bahía de Kotor

## Demografía
Véase artículo principal: Demografía de Montenegro
Según datos del censo realizado en 2003, la composición étnica del país se compone de:
- Montenegrinos: 267.799 (43,16%)
- Serbios: 198.414 (31,99%)
- Bosnios: 48.184 (7,77%)
- Albanos: 31.163 (5,03%)
- Musulmanes: 24.625 (3,97%)
- Croatas: 6.811 (1,10%)
- Gitanos y Egipcios: 2.826 (0,46%)

Es importante aclarar que las identidades serbia y montenegrina varía con cada censo, debido a los continuos cambios políticos acontecidos en la región. Por ejemplo, un montenegrino puede verse a sí mismo como un serbio y viceversa. Naturalmente, en ambos grupos existen individuos que se consideran exclusivamente miembros de un grupo étnico. Sin embargo, se observa que desde el primer censo realizado en 1948 por el gobierno comunista, el número de habitantes autóctonos ha ido perdiendo peso.
En el texto constitutivo adoptado en 1992, el idioma oficial fue rebautizado como serbio, dejándose atrás la nomenclatura de serbo-croata. En 2003, el 63.5% de la población se inscribían en el apartado de la población que tenía el serbio como lengua materna, mientras que el 22% se incluían en el apartado de hablantes de montenegrino (una variedad del dialecto compartido con los otros pueblos eslavos del sur, y con grandes similitudes al hablado en la zona serbia de Bosnia-Herzegovina o Krajina).
El 74% de los habitantes de la república se inscriben como ortodoxos pertenecientes a la Iglesia ortodoxa de Serbia. La Iglesia ortodoxa de Montenegro fue oficialmente establecida en 1993, aunque sus seguidores son escasos, y fue reconocida por la Iglesia ortodoxa ucraniana del Patriarcado de Kiev ahora integrada en la Iglesia ortodoxa de Ucrania.
Otro grupo religioso de importancia es el compuesto por los musulmanes, llegando al 17,74% de la población actual. En este grupo existen tres subgrupos: los albaneses y los musulmanes eslavos uno de los elementos eslavos dividios a su vez, en Bosniacos y musulmanes de nacionalidad (es decir, yugoslavos de credo islámico). Igualmente existe un pequeño núcleo de ciudadanos de fe católica residentes en las zonas costeras, particularmente en la bahía de Boka Kotorska.

## Unión con Serbia

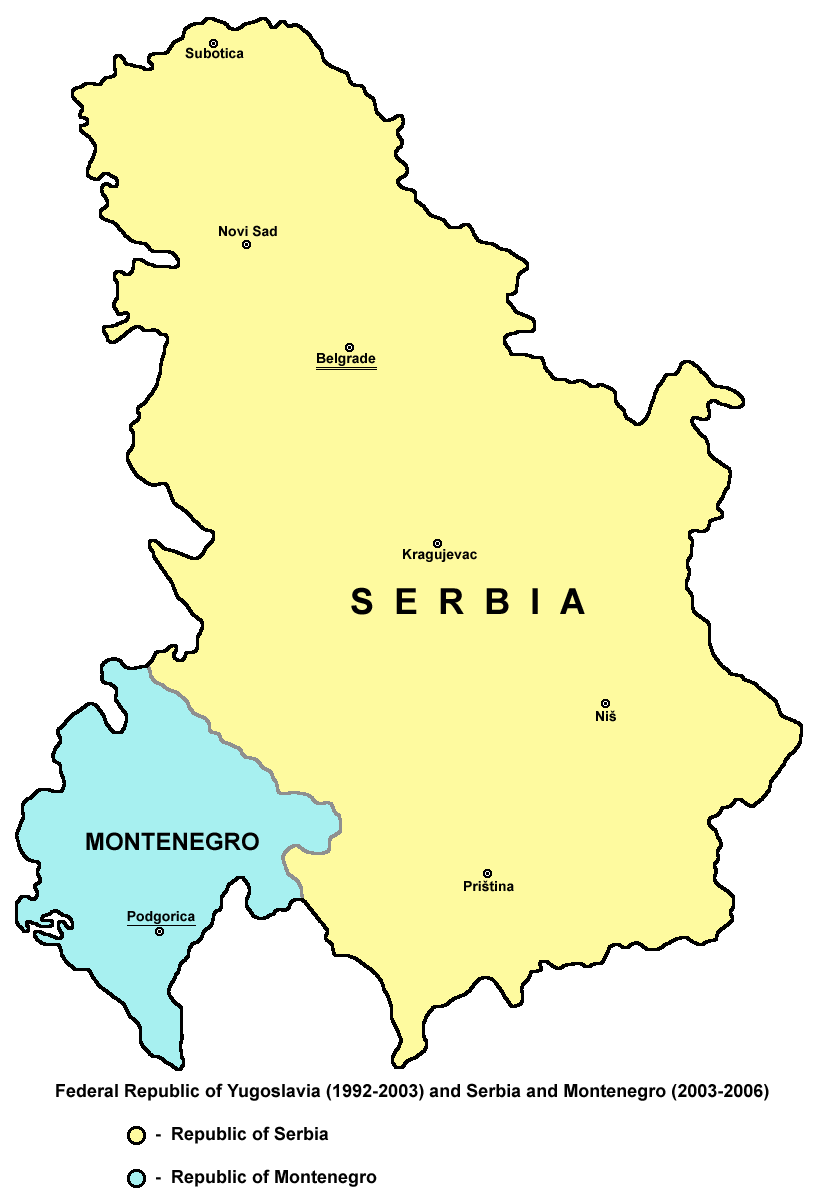

En el último referéndum celebrado en 1992, el 95,66% de los votos eran favorables a mantener el lazo de unión de con la república de Serbia. Ha de señalarse que la participación en estas votaciones fue de sólo el 66%, cifra que señala el boicot realizado por las minorías católica y musulmana, así como por los ciudadanos que apoyaban la independencia. Estos sectores se quejaron de que el referéndum había sido organizado bajo condiciones no democráticas y que el gobierno central se había encargado de controlar la campaña electoral.
En 1996, bajo el gobierno de Milo Đukanović, las relaciones entre las dos repúblicas empeoraron (a pesar de los cambios políticos que se estaban llevando en Serbia). Como consecuencia, la cúpula política montenegrina tomó la decisión de establecer una política económica propia, así como instaurar el marco alemán como moneda oficial (divisa que sería sustituida más tarde por el euro). 
Este gobierno (siguiendo las directrices del gabinete anterior) llevó a cabo una serie de medidas para frenar cualquier tipo de movimiento pro-independentista. Algunas de sus acciones fueron posponer los censos de 2001 o 2003, así como posponer el referéndum para la independencia en múltiples ocasiones. 
En 2002 los gobiernos de los dos entes que forman la federación llegaron a un nuevo acuerdo con el propósito de mejorar la cooperación entre ambas. Así, la Federación de Yugoslavia dejaría paso a la denominada federación de Serbia y Montenegro y se llegó a un acuerdo para posponer la celebración de un posible referéndum hasta 2006.
De este modo, se considera que el nuevo estatuto de la república se decidirá una vez que tenga lugar dicha consulta popular.

## Símbolos
El Parlamento nacional adoptó en 1992 una nueva bandera, día nacional e himno, como parte de la autonomía para conseguir la independencia de la federación.
El día nacional se trasladó al 13 de julio celebrando la efeméride del Congreso de Berlín de 1878 cuando Montenegro fue reconocida como el país independiente número 27 en el mundo, y también como recuerdo del levantamiento popular contra los países del Eje el 13 de julio de 1941.
Como himno nacional, se seleccionó una de las canciones más conocidas del folklore nacional, "Oj, Svijetla Majska Zoro"(cuyo título en castellano sería "Oh, el Resplandeciente Amanecer de Mayo"). Dicha decisión tuvo la oposición de los grupos serbios en el parlamento nacional, así como la Iglesia ortodoxa de Serbia en Belgrado, ya que dos versos de dicho tema habían sido realizados originalmente por Sekule Drljević a principios del siglo XX (Drljević fue un independentista de Montenegro, considerado por muchos un colaboracionista nazi).